# Vico C
Luis Armando Lozada Cruz (Brooklyn, 8 de septiembre de 1971) conocido por su nombre artístico Vico C, es un rapero, compositor y productor estadounidense. Es considerado como uno de los artistas más influyentes en la historia del rap latino, y uno de los precursores del género reggaetón en Puerto Rico. Sus líricas van mayormente orientadas a la crítica social, usando como norte el cristianismo.
A lo largo de su carrera ha lanzado 9 álbumes de estudio: Hispanic Soul (1991), Xplosion (1993), Con poder (1996), Aquel que había muerto (1998), Emboscada (2002), En honor a la verdad (2003), Desahogo (2005), Babilla (2009) y Pánico (2023), además de diversas producciones de recopilación de sus grandes éxitos y series especiales de colección. Considerado como uno de los fundadores del género reguetón, tanto por los críticos como por los fanáticos de la música, sus discos se caracterizan por basarse en gran medida en la acústica del roots reggae. Álbumes como Hispanic Soul (1991), Xplosión (1993), Aquel que había muerto (1998) y Emboscada (2002), entre otros, son claros ejemplos de esta influencia.
Vico C fue colocado en el puesto número cuatro en la lista de los «50 grandes raperos en la historia del rap en español», publicada por la revista estadounidense Rolling Stone.

## Biografía

### Primeros años
Nació en Nueva York donde vivió hasta los cinco años de edad, cuando su familia puertorriqueña decidió mudarse a Puerto Rico, en el sector de Puerta de Tierra, en San Juan. Sus padres, Rafael Lozada y Margarita Cruz, pudieron ver desde la edad temprana la inclinación de su hijo por lo artístico y decidieron incorporarlo al Teatro Pobre de América, de la mano de Pedro Santaliz. A comienzos de los años 1980, Rapper's Delight fue un suceso radial y con ella, Luis Lozada comenzó a soñar su propio futuro y a seguirlo.

### Inicios musicales
En la misma época, el Hip-hop se había apoderado de la juventud adolescente boricua y DJ Negro, organizó una noche un concurso para que jóvenes compitieran rapeando en inglés, el cantante con su grupo/dúo llamado VG Princes integrado junto con su amigo Glenn, decidieron participar. En dicho concurso Glenn cantaba en inglés y Vico C en español.

### Origen del nombre artístico
Su nombre artístico se divide en dos historias. La primera parte "Vico" proviene del apodo que le tenían sus familiares, que tenía una vecina llamada Doña Vica la cual era muy seria, y Luis Armando de niño tenía una cara tan seria y le decían que se parecía a Vica, y por ello sus familiares y amigos comenzaron a asociarlo con la señora llamándolo "Vico". La "C" por otra parte, una muchacha que le iba a hacer una camiseta que llevara su nombre bordado y le propuso agregarle una gran "C" alrededor del nombre (pronunciado en inglés: 'si'). A Luis le gustó la idea de cómo sonaba su apodo "Vico" con la agregación de la "C" en inglés. Desde entonces conocido por muchos como el famoso cantante "Vico C".

### Transición al profesionalismo (1988-1989)
El paso definitivo hacia el profesionalismo ocurrió cuando Vico C y DJ Negro fueron descubiertos por Jorge Oquendo, promotor de conciertos y futuro fundador de Prime Entertainment. Oquendo, quien había estudiado en Columbia University durante el surgimiento del hip-hop en Harlem, había regresado a Puerto Rico con la visión de introducir este género en el mercado latino.
Entre 1987 y 1988, Oquendo organizó una serie de conciertos llamados "Rap Attacks" (realizando entre 40 y 50 eventos), que se convirtieron en las primeras presentaciones masivas de hip-hop en Puerto Rico. Durante uno de estos eventos, Vico C se acercó a Oquendo solicitando la oportunidad de actuar como telonero, presentando un demo casero donde rapeaba sobre bases instrumentales estadounidenses existentes.
La presentación en vivo tuvo una "reacción super espectacular" del público, lo que convenció a Oquendo del potencial comercial del dúo. Esta actuación marcó el momento decisivo donde el rap underground de Vico C demostró su viabilidad comercial ante una audiencia masiva.
El éxito de la presentación llevó a la formalización del primer contrato profesional de un artista de rap en español cuando Oquendo decidió convertir el talento en negocio, estableciendo Prime Records como la primera casa disquera dedicada exclusivamente al movimiento urbano en Puerto Rico. Para asegurar la legalidad de las producciones, Oquendo contrató productores musicales originales que crearon instrumentales completamente nuevos para las composiciones de Vico C, evitando los problemas de derechos de autor que presentaban las grabaciones underground originales.
Esta transición del underground al profesionalismo culminó con el lanzamiento de La recta final en 1989, el primer EP comercial de Vico C que estableció los fundamentos para el desarrollo posterior de la música urbana latina.

## Trayectoria musical

### Inicios (1987-1989)
Inspirado por Run DMC y Sugar Hill, en 1987 formaliza su trayectoria haciéndose llamar Vico, añadiendo la C sólo como una novedad y detalle.
En 1988 como solista junto a su DJ Negro, grabó su primera canción «No a las drogas», debido a que por primera vez en esa época había un anuncio televisivo de una campaña contra las drogas. DJ Negro y Vico C grabaron canciones de manera underground como «Sin pena», «Si soy de la calle» y «En coma» durante 1988 y 1989, los cuales fueron grabados en cintas de Casete y distribuidos de forma orgánica por DJ Negro entre los barrios de San Juan.
En 1989, lanzó La recta final que se convirtió en su primera producción profesional y entre las canciones que contenía este álbum están: «La recta final», «Viernes 13» y «El amor existe», estas se convirtieron en verdaderos éxitos radiales.

### Años 1990
En 1990, sale al mercado Misión: la Cima junto a DJ Negro con los éxitos «Me acuerdo», «She Likes My Reggae», «El Filósofo», canción que le quedó como apelativo a su nombre artístico, «Viernes 13 Parte II (Jason Is Back)», «Tony Presidio» (que luego fue regrabada en otra producción). Este mismo año sale la producción llamada "Dos tiempos bajo un mismo tono" junto a Jossie Esteban y la Patrulla 15 donde además de algunos títulos anteriores se incluye la canción «Blanca» y crea confusión en algunos sitios considerándola como producción de 1994.
Durante una gira en República Dominicana sufre un accidente en motocicleta en consecuencia tiene graves lesiones en una de sus piernas que casi lo lleva a la amputación por lo que permanece hospitalizado y por sus constantes dolores se hace adicto a la morfina y luego a la heroína según se relata en la película Vico C: La Vida del Filósofo de su propia autoría.
En 1991 lanza su álbum Hispanic Soul, con éxitos como «Bomba para afincar» «Tradición», «Te voy a Tomar», «Yogurt», «Dulce Sexy Sensual», disco que consolida su presencia en América Latina.
En 1992 aparecen al mercado dos sencillos que lo llevaron a ganar un disco de oro y uno de platino con los sencillos «Saboréalo» y «María». respectivamente. estos luego fueron incluidos en el álbum Xplosión en el año 1993 con éxitos como «Base y Fundamento», «Baby Quiero hacerlo», «Cosa Nuestra», «Pa Mi Colección» y «Xplosión».
En 1995 su compromiso con el género lo lleva a producir a otros artistas, hasta crear su propio sello discográfico VC Records. Desde su propia compañía, salen nuevos nombres como Lisa M, Fransheska y Lizzy Estrella, además de acreditar el talento de DJ Negro, DJ Playero y DJ Nelson, que marcaron la década del 90 en Puerto Rico. Este mismo año lanza el sencillo Humolandia dando muestra de su inicio de su lucha contra sus adicciones a las drogas.
En 1996 lanza el álbum Con poder, una producción de contenido totalmente cristiano, publicado el 18 de junio de 1996 por Sony BMG con canciones como «Danza», «Plomo», «Libro controversial», entre otros.
En 1998, regresa luego de estar sumido en adicción a las drogas que lo apartaron de la vida pública y lanza su disco Aquel que había muerto bajo el sello EMI, con el cual gana su primer premio EMI y en 1999 le otorgan un premio Billboard de la Música Latina, con el cual realizó una serie de conciertos que llevó a una producción en CD y lo hizo merecedor de su primer Premio Grammy Latino (2002) a la música como Mejor álbum urbano por Vivo.

### Años 2000
En el 2002, regresó con el álbum Emboscada, pero luego por problemas personales, cae nuevamente en la droga, siendo arrestado en Miami por posesión de cocaína. Desde allí escribió lo que fuera su próxima producción que lo hizo merecedor de su segundo Grammy Latino, En honor a la verdad en 2003, seguido de Desahogo (2005), (presentado con un concierto de MTV Unplugged y nominado a los Premios Grammy Latinos) y Babilla (2009).
Durante esos años, colaboró con diversos artistas como Sin Bandera, Sindicato Argentino del Hip Hop, Kumbia Kings, Héctor el Father, también formó parte de algunas producciones de varios artistas como 12 discípulos de Eddie Dee, Los Bandoleros Reloaded de Don Omar, Mas Flow 2 de Luny Tunes, La iglesia de la calle de Gerardo Mejía, Caribbean Connection de Machete Music, donde se lanzaron temas como «Los 12 discípulos», «Raperito» y «La vecinita».

### Años 2010
En 2010, recibió dos nominaciones a los Grammy Latinos por el álbum Babilla, como mejor álbum urbano del año y por la canción «Sentimiento» junto a Arcángel como Mejor Canción Urbana. Luego de Babilla, diversos sellos como EMI Latin y Sony Music Latin han lanzado varios álbumes compilatorios del artista, entre estos Colaboraciones de ayer y hoy de 2011 con un nuevo tema, «Oye» junto a Funky y Frente a frente con Julio Voltio en 2013, mismo año donde realizó un concierto donde "enterraría a Jason" en Viernes 13, haciendo alusión a uno de sus temas más conocidos basado en Friday the 13th.
En 2015, participó en el concierto de Alex Zurdo, "De la A a la Z" junto a Funky, para celebrar los 10 años de trayectoria de Alex. Al año siguiente, Universal Music Latin lanzó una recopilación del artista llamada Lo mejor de..., donde se agrupaban 18 canciones de sus anteriores producciones.
En 2017, intervino en la guerra lírica entre Tempo y Residente con el tema «Y boquete pa tu techo», donde personificaba en el video a Fidel Castro, Michael Jackson, Oompa Loompa e incluso a Jesucristo, y aparecía el boxeador Juanma López. Ese mismo año, fue nominado a Mejor Canción Urbana con el tema «Papá», en colaboración con el rapero dominicano Lápiz Conciente y homenajeado como Artista de Vanguardia por American Society of Composers, Authors and Publishers.
Para ese año, tenía agendado un concierto para el viernes 13 de octubre llamado «Llegó papá», pero debido al Huracán María se tuvo que cancelar. El 13 de abril de 2018, fue la nueva fecha para dicho concierto y se presentó en el Coliseo de Puerto Rico, donde se realizaron dos funciones, ambas con las entradas agotadas.
En 2019, fue internado de emergencia tras un percance de salud. A finales de ese año, lanza un tema llamado «Sucio», un tema que generó polémica por el contenido de la letra, y cerró el año participando con Lunay en un tema navideño llamado «Te irás con el año viejo», en un álbum organizado por el Banco Popular de Puerto Rico.
Las colaboraciones de Vico C en este periodo continuaron siendo esporádicas, con la banda argentina Rescate, Redimi2, Noel Schajris y Apóstoles del Rap, Tito El Bambino, Ivy Queen, El Bima, Paulina Aguirre y Taboo, La Banda Bastón, y su hijo LoUpz.

### Años 2020
En 2021, se anunció que habría un concierto llamado "V", donde Vico se presentaría junto a Vanilla Ice en el Coca Cola Music Hall, sin embargo, se canceló.
En 2022, comenzaría el año dando entrevistas a diversos comunicadores como Benni Benny, también, luego de su polémica respuesta en 2018 hacia las críticas de Jorge Pabón "El Molusco", daría una entrevista al entrevistador puertorriqueño donde reveló que le gustaría entrar en una tiraera amistosa con el rapero Residente. Finalizando este año, en noviembre se presentó junto a Gilberto Santa Rosa, en el concierto homenaje Puerto Rico Saluda a Ismael Miranda.
En 2023, firmó un acuerdo con Nain Music, subsidiaria del sello discográfico Rimas, para un álbum inédito de Vico C a lanzarse en mayo de 2023, teniendo como primer sencillo «Pregúntale a tu papá por mí». El 15 de junio de ese mismo año, ganó el premio por la categoría 'El Comeback más Duro' en los Premios Tu Música Urbano 2023. El álbum Pánico llegaría a las plataformas, con dos sencillos adicionales, «Ella Va» y «Sola Se Va», que contaron con vídeos oficiales y la participación de la hija de Vico C como actriz en ambos materiales audiovisuales.

## Discografía

### Álbumes de estudio
- 1991: Hispanic Soul
- 1993: Xplosion
- 1996: Con poder
- 1998: Aquel que había muerto
- 2002: Emboscada
- 2003: En honor a la verdad
- 2005: Desahogo
- 2009: Babilla
- 2023: Pánico

### EP
- 1989: La recta final
- 1990: Misión: La cima

### Álbumes en vivo
- 2001: Vivo
- 2007: El encuentro

## Composiciones para otros artistas
Además de su carrera como intérprete, Vico C desarrolló una faceta paralela como compositor para otros artistas, demostrando su versatilidad musical en diversos géneros caribeños y latinos.

### Colaboraciones salseras
Durante su período con Prime Records, Vico C estableció colaboraciones compositivas con artistas de salsa del mismo sello. Un ejemplo destacado es su trabajo con el salsero Orlando Collado en el álbum ...Y No Me Importa Nada (1992), donde Vico C compuso la mayoría de las canciones del proyecto, que también coprodujo junto a Orlando Collado.
Las composiciones de Vico C para este álbum incluyen:
- «Ella Es»
- «Llorando»
- «Hace Falta»
- «Quitarme Tu Amor»
- «Hablado De Ti»

Estas canciones se convirtieron en clásicos de la salsa romántica de la nueva camada de los años 90. Particularmente significativa es «Quitarme Tu Amor», una canción que Vico C había interpretado junto a Lizzy Estrella en su álbum Hispanic Soul (1991), y que Orlando Collado adaptó exitosamente al formato salsero, demostrando la capacidad de las composiciones de Vico C para trascender géneros musicales. Esta colaboración ilustra la amplitud del talento compositivo de Vico C más allá del rap, estableciendo su influencia en múltiples vertientes de la música caribeña contemporánea.

### Composiciones para merengue
La versatilidad compositiva de Vico C se extendió también al merengue, donde creó composiciones que se convirtieron en éxitos del género tropical. Entre sus contribuciones más destacadas se encuentran:
- «Menéalo» - Compuesta para Fransheska, se convirtió en un clásico del merengue de los años 90 y fue incluida en múltiples compilaciones del género[82]
- «Tu Pum Pum» - Interpretada por Lisa M, alcanzó gran popularidad y fue recopilada en diversas producciones de merengue
- «Soy Chiquito (No Inventes Papito)» - Composición que demostró su capacidad para crear éxitos en el formato merengue tradicional

### Otras colaboraciones multigenéricas
Vico C también compuso para otros proyectos que exploraron la fusión de géneros:
- «Blanca» - En colaboración con Jossie Esteban y la Patrulla 15, incluida en el álbum Dos Tiempos Bajo Un Mismo Tono (1990)
- «Te Queda Grande» - Otra composición para Fransheska que ejemplifica su habilidad para crear éxitos comerciales en diversos formatos

### Impacto en la música tropical
Las composiciones de Vico C para otros artistas demuestran su profundo entendimiento de los diferentes géneros musicales caribeños y su capacidad para crear melodías y letras que funcionaban efectivamente tanto en salsa como en merengue. Muchas de estas canciones fueron posteriormente incluidas en compilaciones importantes como Merengues A Millón, La Fiesta Del Año, y Historia Del Merengue En El Siglo XX, consolidando su legado como compositor multigenérico. Esta faceta compositiva ilustra la amplitud del talento de Vico C más allá del rap, estableciendo su influencia en múltiples vertientes de la música caribeña contemporánea y demostrando que su visión musical trascendía las barreras entre géneros.

## Filmografía
En paralelo a su carrera musical, ha participado en la producción de cine puertorriqueño en películas como Victoria (2005) con su sobrino Renzo Torres, cuyo papel era la de un rapero censurado por el gobierno de ese país, en Ladrones y mentirosos (2006) y Feel the Noise (2007). En 2010, regresó al teatro en un musical llamado Vico C, la historia, la cual relataba su propia historia.
A finales de 2017, lanzó su propia película autobiográfica titulada, Vico C: la vida del Filósofo con la actuación de su hijo Luis Armando Lozada Jr. interpretándolo.
| Año  | Película                     | Papel       | Notas                                               |
| ---- | ---------------------------- | ----------- | --------------------------------------------------- |
| 2005 | Victoria                     | Fat Girl    | Papel principal de rapero censurado por el gobierno |
| 2006 | Ladrones y mentirosos        | Vico        | Película de Puerto Rico                             |
| 2007 | Feel the Noise               | Luis Lozada | Papel secundario                                    |
| 2010 | Vico C                       | Él mismo    | Papel principal, teatro musical                     |
| 2017 | Vico C: la vida del Filósofo | Personaje   | Productor                                           |

## Legado e influencia

### Impacto en artistas seculares
Vico C es reconocido ampliamente en distintos medios, críticos y colegas como el fundador del rap en español y precursor del reguetón. La revista Billboard lo clasificó en el segundo puesto de su lista "50 raperos más esenciales en español de ayer y hoy" (2023), describiéndolo como "padre fundador del hip-hop latino" y destacando su "musicalidad impecable, versatilidad y narrativa socialmente consciente que le valió el apodo de El Filósofo del Rap".
El consenso entre las grandes figuras del movimiento urbano confirma que Vico C cimentó el terreno sobre el que luego se construiría el hip-hop y el reguetón en español. Daddy Yankee lo define como "el primer rapero latino que escuché... todos le debemos algo". Residente de Calle 13 considera que "lo que hizo es anormal... en un momento sin redes ni internet logró que todo Puerto Rico escuchara rap".
Bad Bunny confesó en una entrevista para la revista TIME que "siempre recuerdo cuando tenía 5 años por Navidad me regalaron un CD de Vico C, 'Aquel Que Había Muerto', con la portada oscura, casi negra, apenas se podía ver la cara de Vico C". Arcángel ha subrayado la singularidad creativa de Vico C dentro del panorama del rap en español, destacándolo como la principal excepción en un género donde, según su análisis, predominaba la práctica de adaptar melodías preexistentes. El artista puertorriqueño considera a Vico C como una de sus mayores inspiraciones precisamente por su capacidad de generar contenido completamente original en los primeros años del movimiento urbano.
Cosculluela ha reconocido públicamente que su incursión en el rap fue directamente motivada por la influencia de Vico C, describiendo el impacto transformador que tuvo al observar la versatilidad escénica del "Filósofo" en una presentación en vivo. El rapero puertorriqueño relató cómo esa experiencia definió su vocación artística y lo llevó a adquirir material discográfico para estudiar la técnica del pionero del género. De manera similar, Wiso G ha documentado que su descubrimiento del rap como forma de expresión artística está directamente vinculado a la obra de Vico C, a quien identifica como "El Filósofo del rap". El artista urbano describe cómo la capacidad de Vico C para articular pensamientos complejos mediante la rima sobre instrumentales representó una revelación creativa que definió su práctica artística diaria y su comprensión del rap como herramienta de expresión diferenciada.
Tego Calderón ha declarado que Vico C "es como un padrino, abrió las puertas para que los jóvenes pobres pudieran salir adelante... fue Vico C quien inspiró al adolescente Calderón a rapear en español en lugar de imitar a artistas estadounidenses".

### Influencia en la música urbana cristiana
Vico C estableció el modelo para la música urbana cristiana en América Latina con su álbum Con poder (1996), considerado uno de los primeros discos de rap con mensaje abiertamente evangélico. Su conversión al cristianismo y posterior álbum Aquel que había muerto (1998) demostraron la viabilidad comercial de la música urbana con contenido espiritual, vendiendo más de 200,000 copias y ganando el Premio Grammy Latino al Mejor Álbum Urbano.
Su influencia directa se manifiesta en artistas como:
- Alex Zurdo: Ha colaborado con Vico C y lo invitó como artista principal en su concierto De la A a la Z (2015), celebrando una década de carrera bajo el lema "de la A a la Z".[99]

- Redimi2: Ha colaborado con Vico C, considerándolo una influencia fundamental en el desarrollo del rap cristiano latino.[98]

- Funky: El productor boricua ha trabajado con Vico C en temas como "Después de la caída", produjo el álbum Aquel que Había Muerto y Emboscada estableciendo colaboraciones que han elevado la calidad de producción de la música cristiana urbana.[98]

### Conversiones de artistas seculares al cristianismo
El ejemplo de Vico C como artista que transitó de las letras callejeras a la fe pública ha inspirado conversiones similares en figuras prominentes del género urbano:
- Daddy Yankee: El 3 de diciembre de 2023, durante su último concierto de la gira La Meta, anunció públicamente su conversión al cristianismo, declarando "quiero que Jesucristo viva en sus corazones" y retirándose de la música secular para dedicarse a la fe.[100][101]

- Farruko: En febrero de 2022, durante su gira La 167, interrumpió un concierto en Miami para pedir perdón por las letras de "Pepas" y anunciar su conversión, posteriormente lanzando el álbum cristiano Genesis (2022) con 32 canciones de contenido espiritual.[102]

- Héctor el Father: Después de 16 años de carrera, Héctor "El Father" Delgado se retiró del dúo y se unió a la Iglesia Cristiana Pentecostal Misionera en Puerto Rico en 2008, posteriormente convirtiéndose en pastor pentecostal.[103] Ambos colaboraron en una canción en el álbum final de su época secular, El Juicio Final, titulado "Mendigo".[104]

### Reconocimiento crítico y académico
Vico C fue colocado en el puesto número cuatro en la lista de los «50 grandes raperos en la historia del rap en español», publicada por la revista estadounidense Rolling Stone en 2023. En 2017, recibió el Premio Vanguardia de ASCAP por su "impacto en géneros musicales nuevos y en desarrollo que ayudan a dar forma al futuro de la música".
El Centro de Estudios Puertorriqueños de Hunter College (CUNY) mantiene la Colección Raquel Z. Rivera Hip Hop/Reggaeton, que incluye grabaciones demo de Vico C de 1989-1993, reconociéndolo como figura fundamental en el desarrollo del hip-hop latino. La antología académica Reggaeton de Duke University Press (2009) establece que "el modelo musical implementado por DJ Negro y Vico C es el precursor del género ahora conocido como reguetón".
Su influencia trasciende generaciones, siendo reconocido tanto por artistas de los años 90 y 2000 como por las nuevas generaciones del trap y reguetón contemporáneo. Es considerado como un pilar de la música urbana hispana, habiendo iniciado en Puerto Rico el movimiento de rap en español que posteriormente evolucionaría hacia el reguetón.